# VIA K8M-Serie
Die VIA K8M-Serie (VIA K8Mxxx) von VIA Technologies ist eine Familie von Chipsätzen für PC-Hauptplatinen. Diese Chipsätze sind geeignet für Prozessoren von Advanced Micro Devices mit HyperTransport-Schnittstelle (AMD K8) und verfügen generell über einen integrierten Grafikkern (IGP). 

## Namensgebung
Der Notebook-Variante wird das Präfix KN statt KM  vorangestellt. Ansonsten sind diese Chipsätze identisch, eine getrennte Betrachtung ist deswegen nicht notwendig.
Die K8M-Serie steht in der Tradition der VIA KM-Serie und führt diese Chipsätze für eine neue Prozessor-Plattform fort. Die Bezeichnungen lehnen sich dabei stark an der VIA K8T-Serie an, allerdings gibt es ein paar Unterschiede im Detail.

## Technik
Da bei den AMD K8 Prozessoren der Speichercontroller direkt im Prozessor integriert ist und somit eine der Hauptfunktionen der Northbridge entfällt, ist die Northbridge der VIA K8T-Serie im Grunde nichts anderes als eine Kombination aus HyperTransport-to-AGP-Bridge bzw. HyperTransport-to-PCIe-Bridge und HyperTransport-to-VLink-Bridge mit einem zusätzlichen integrierten Grafikkern.

## Southbridges
Um genau zu sein, ist K8Mxxx nur die Marketingbezeichnung für die Northbridge des Chipsatzes. Da alle VIA Southbridges ab der VT8231 durch V-Link mit allen VIA Northbridges ab dem KT266 bzw. P4X266 kombiniert werden können, kann man nicht genau festlegen, welche Northbridge mit welcher Southbridge kombiniert ist. Allerdings kommt bei den K8T-Chipsätzen vorwiegend die VT8237/VT8237R+ oder VT8237A zum Einsatz. Einige wenige Hauptplatinen besitzen die VT8251. Der Grund dafür liegt in der großen Verspätung der VT8251.

## Modelle

### K8M800/K8N800(A)
Der K8M800 ist das Schwestermodell des VIA K8T800 und bietet dessen Ausstattung in Kombination mit einem integrierten UniChrome Pro Grafikkern. Der K8N800 ist die Mobilvariante des K8M800. Eine Besonderheit ist der K8N800A, der eine verbesserte Version des K8N800 ist und den Stutter-Mode des AMD Turion 64 unterstützt, so dass die Stromsparmechanismen der AMD Mobilprozessoren optimal genutzt werden können.

### K8M890/K8N890
Der K8M890 ist das Schwestermodell des VIA K8T890 und die Weiterentwicklung des K8M800. Da der K8M890 allerdings deutlich später auf den Markt kam als der K8T890 besitzt er nicht den Bug von dessen ersten Revisionen. Beim K8M890 kommt außerdem erstmals der Chrome9 HC Grafikkern zum Einsatz. Der K8N890 ist wieder die Mobilvariante, allerdings verfügt er bereits von Anfang an über den Stutter-Mode.

## Modellübersicht
|                  | Name der Northbridge | Integrierter Grafikkern | HyperTransport | PCI-Express Lanes | AGP-Kompatibilität | Southbridge-Verbindung |
| ---------------- | -------------------- | ----------------------- | -------------- | ----------------- | ------------------ | ---------------------- |
| K8M800/K8N800(A) | UniChrome Pro        | 800 MHz                 | –              | 17                | —                  | 8× V-Link              |
| K8M890/K8N890    | Chrome9 HC           | 1.000 MHz               | –              | 2                 | 3.0 (4×, 8×)       | Ultra V-Link           |